# خانه امیر آصفی
خانه امیر آصفی مربوط به دوره پهلوی اول است و در سنندج، محله سرتپوله، سه راه حبیبی، جنب عمارت آصف واقع شده و این اثر در تاریخ ۲۳ شهریور ۱۳۸۲ با شمارهٔ ثبت ۱۰۰۶۳ به‌عنوان یکی از آثار ملی ایران به ثبت رسیده است.